# Горки (ОКТМО 34630404141, Адищевське сільське поселення)
Горки (рос. Горки) — присілок в Островському районі Костромської області Російської Федерації.
Населення становить 6 осіб. Входить до складу муніципального утворення Адищевське сільське поселення.

## Історія
Від 1944 року населений пункт належить до Костромської області.
Від 2007 року входить до складу муніципального утворення Адищевське сільське поселення.

## Населення
1. Н/Д[2]